# Kohei Usui
Kohei Usui (臼井 幸平, Usui Kohei) est un footballeur japonais né le 16 juillet 1979. Il évolue au poste de défenseur.

## Biographie
Kohei Usui commence sa carrière professionnelle au Shonan Bellmare. Il joue ensuite en faveur du Yokohama FC et du Montedio Yamagata, avant de retourner au Shonan Bellmare.
Au total, Kohei Usui dispute 48 matchs en 1re division japonaise (9 matchs en 1998, 13 en 1999 et enfin 26 en 2010).